# Paradox Development Studio
Paradox Development Studio är ett svenskt företag som utvecklar datorspel grundat 1995. Företaget är främst inriktat på historiska storstrategidatorspel såsom Crusader Kings, Europa Universalis, Victoria och Hearts of Iron. Företaget är ett dotterbolag till spelförlaget Paradox Interactive.
2024 bestod Paradox Development Studio av fem interna team i Stockholm som arbetar med de olika spelserierna: PDS Green, PDS Teal, PDS Purple, PDS Black och PDS Gold. Systerbolaget Paradox Tinto, som grundades 2020 i Barcelona, arbetar med Europa Universalis IV och den kommande uppföljaren.

## Utvecklade spel
| Titel                             | År   | Expansioner             | Expansionssläpp | Plattform(ar)                 |
| --------------------------------- | ---- | ----------------------- | --------------- | ----------------------------- |
| Europa Universalis                | 2000 | i.u.                    | i.u.            | Windows                       |
| Europa Universalis II             | 2001 | i.u.                    | i.u.            | Windows, Mac OS Classic, OS X |
| Hearts of Iron                    | 2002 | i.u.                    | i.u.            | Windows, Mac OS Classic, OS X |
| Victoria: An Empire Under the Sun | 2003 | Revolutions             | 2006            | Windows, OS X                 |
| Crusader Kings                    | 2004 | Deus Vult               | 2007            | Windows, OS X                 |
| Hearts of Iron II                 | 2005 | Doomsday                | 2006            | Windows, OS X                 |
| Hearts of Iron II                 | 2005 | Armageddon              | 2007            | Windows, OS X                 |
| Europa Universalis III            | 2007 | Napoleon's Ambition     | 2007            | Windows, OS X                 |
| Europa Universalis III            | 2007 | In Nomine               | 2008            | Windows, OS X                 |
| Europa Universalis III            | 2007 | Heir to the Throne      | 2009            | Windows, OS X                 |
| Europa Universalis III            | 2007 | Divine Wind             | 2010            | Windows, OS X                 |
| Europa Universalis: Rome          | 2008 | Vae Victis              | 2008            | Windows, OS X                 |
| Hearts of Iron III                | 2009 | Semper Fi               | 2010            | Windows, OS X                 |
| Hearts of Iron III                | 2009 | For the Motherland      | 2011            | Windows, OS X                 |
| Hearts of Iron III                | 2009 | Their Finest Hour       | 2012            | Windows, OS X                 |
| Victoria II                       | 2010 | A House Divided         | 2010            | Windows, OS X                 |
| Victoria II                       | 2010 | Heart of Darkness       | 2013            | Windows, OS X                 |
| Sengoku                           | 2011 | i.u.                    | i.u.            | Windows, OS X                 |
| Crusader Kings II                 | 2012 | Sword of Islam          | 2012            | Windows, OS X, Linux          |
| Crusader Kings II                 | 2012 | Legacy of Rome          | 2012            | Windows, OS X, Linux          |
| Crusader Kings II                 | 2012 | Sunset Invasion         | 2012            | Windows, OS X, Linux          |
| Crusader Kings II                 | 2012 | The Republic            | 2013            | Windows, OS X, Linux          |
| Crusader Kings II                 | 2012 | The Old Gods            | 2013            | Windows, OS X, Linux          |
| Crusader Kings II                 | 2012 | Sons of Abraham         | 2013            | Windows, OS X, Linux          |
| Crusader Kings II                 | 2012 | Rajas of India          | 2014            | Windows, OS X, Linux          |
| Crusader Kings II                 | 2012 | Charlemagne             | 2014            | Windows, OS X, Linux          |
| Crusader Kings II                 | 2012 | Way of Life             | 2014            | Windows, OS X, Linux          |
| Crusader Kings II                 | 2012 | Horse Lords             | 2015            | Windows, OS X, Linux          |
| Crusader Kings II                 | 2012 | Conclave                | 2016            | Windows, OS X, Linux          |
| Crusader Kings II                 | 2012 | The Reaper's Due        | 2016            | Windows, OS X, Linux          |
| Crusader Kings II                 | 2012 | Monks and Mystics       | 2017            | Windows, OS X, Linux          |
| Crusader Kings II                 | 2012 | Jade Dragon             | 2017            | Windows, OS X, Linux          |
| Crusader Kings II                 | 2012 | Holy Fury               | 2018            | Windows, OS X, Linux          |
| March of the Eagles               | 2013 | i.u.                    | i.u.            | Windows, OS X                 |
| Europa Universalis IV             | 2013 | Conquest of Paradise    | 2014            | Windows, OS X, Linux          |
| Europa Universalis IV             | 2013 | Wealth of Nations       | 2014            | Windows, OS X, Linux          |
| Europa Universalis IV             | 2013 | Res Publica             | 2014            | Windows, OS X, Linux          |
| Europa Universalis IV             | 2013 | Art of War              | 2014            | Windows, OS X, Linux          |
| Europa Universalis IV             | 2013 | El Dorado               | 2015            | Windows, OS X, Linux          |
| Europa Universalis IV             | 2013 | Common Sense            | 2015            | Windows, OS X, Linux          |
| Europa Universalis IV             | 2013 | The Cossacks            | 2015            | Windows, OS X, Linux          |
| Europa Universalis IV             | 2013 | Mare Nostrum            | 2016            | Windows, OS X, Linux          |
| Europa Universalis IV             | 2013 | Rights of Man           | 2016            | Windows, OS X, Linux          |
| Europa Universalis IV             | 2013 | Mandate of Heaven       | 2017            | Windows, OS X, Linux          |
| Europa Universalis IV             | 2013 | Third Rome              | 2017            | Windows, OS X, Linux          |
| Europa Universalis IV             | 2013 | Cradle of Civilization  | 2017            | Windows, OS X, Linux          |
| Europa Universalis IV             | 2013 | Rule Britannia          | 2018            | Windows, OS X, Linux          |
| Europa Universalis IV             | 2013 | Dharma                  | 2018            | Windows, OS X, Linux          |
| Europa Universalis IV             | 2013 | Golden Century          | 2018            | Windows, OS X, Linux          |
| Europa Universalis IV             | 2013 | Emperor                 | 2020            | Windows, OS X, Linux          |
| Europa Universalis IV             | 2013 | Leviathan               | 2021            | Windows, OS X, Linux          |
| Europa Universalis IV             | 2013 | Origins                 | 2021            | Windows, OS X, Linux          |
| Europa Universalis IV             | 2013 | Lions of the North      | 2022            | Windows, OS X, Linux          |
| Europa Universalis IV             | 2013 | Domination              | 2023            | Windows, OS X, Linux          |
| Europa Universalis IV             | 2013 | King of Kings           | 2023            | Windows, OS X, Linux          |
| Europa Universalis IV             | 2013 | Winds of Change         | 2024            | Windows, OS X, Linux          |
| Stellaris                         | 2016 | Leviathans              | 2016            | Windows, OS X, Linux          |
| Stellaris                         | 2016 | Utopia                  | 2017            | Windows, OS X, Linux          |
| Stellaris                         | 2016 | Synthetic Dawn          | 2017            | Windows, OS X, Linux          |
| Stellaris                         | 2016 | Apocalypse              | 2018            | Windows, OS X, Linux          |
| Stellaris                         | 2016 | Distant Stars           | 2018            | Windows, OS X, Linux          |
| Stellaris                         | 2016 | MegaCorp                | 2018            | Windows, OS X, Linux          |
| Stellaris                         | 2016 | Ancient Relics          | 2019            | Windows, OS X, Linux          |
| Stellaris                         | 2016 | Federations             | 2020            | Windows, OS X, Linux          |
| Stellaris                         | 2016 | Nemesis                 | 2021            | Windows, OS X, Linux          |
| Stellaris                         | 2016 | Overlord                | 2022            | Windows, OS X, Linux          |
| Stellaris                         | 2016 | First Contact           | 2023            | Windows, OS X, Linux          |
| Stellaris                         | 2016 | Galactic Paragons       | 2023            | Windows, OS X, Linux          |
| Stellaris                         | 2016 | Astral Planes           | 2023            | Windows, OS X, Linux          |
| Stellaris                         | 2016 | The Machine Age         | 2024            | Windows, OS X, Linux          |
| Stellaris                         | 2016 | Cosmic Storms           | 2024            | Windows, OS X, Linux          |
| Stellaris                         | 2016 | Grand Archive           | 2024            | Windows, OS X, Linux          |
| Stellaris                         | 2016 | BioGenesis              | 2025            | Windows, OS X, Linux          |
| Stellaris                         | 2016 | Shadows of the Shroud   | 2025            | Windows, OS X, Linux          |
| Hearts of Iron IV                 | 2016 | Together for Victory    | 2016            | Windows, OS X, Linux          |
| Hearts of Iron IV                 | 2016 | Death or Dishonor       | 2017            | Windows, OS X, Linux          |
| Hearts of Iron IV                 | 2016 | Waking the Tiger        | 2018            | Windows, OS X, Linux          |
| Hearts of Iron IV                 | 2016 | Man the Guns            | 2019            | Windows, OS X, Linux          |
| Hearts of Iron IV                 | 2016 | La Résistance           | 2020            | Windows, OS X, Linux          |
| Hearts of Iron IV                 | 2016 | Battle for the Bosporus | 2020            | Windows, OS X, Linux          |
| Hearts of Iron IV                 | 2016 | No Step Back            | 2021            | Windows, OS X, Linux          |
| Hearts of Iron IV                 | 2016 | By Blood Alone          | 2022            | Windows, OS X, Linux          |
| Hearts of Iron IV                 | 2016 | Arms Against Tyranny    | 2023            | Windows, OS X, Linux          |
| Hearts of Iron IV                 | 2016 | Trial of Allegiance     | 2024            | Windows, OS X, Linux          |
| Hearts of Iron IV                 | 2016 | Götterdämmerung         | 2024            | Windows, OS X, Linux          |
| Hearts of Iron IV                 | 2016 | Graveyard of Empires    | 2025            | Windows, OS X, Linux          |
| Imperator: Rome                   | 2019 | The Punic Wars          | 2019            | Windows, OS X, Linux          |
| Imperator: Rome                   | 2019 | Magna Graecia           | 2020            | Windows, OS X, Linux          |
| Imperator: Rome                   | 2019 | Heirs of Alexander      | 2021            | Windows, OS X, Linux          |
| Crusader Kings III                | 2020 | Northern Lords          | 2021            | Windows, OS X, Linux          |
| Crusader Kings III                | 2020 | Royal Court             | 2022            | Windows, OS X, Linux          |
| Crusader Kings III                | 2020 | Fate of Iberia          | 2022            | Windows, OS X, Linux          |
| Crusader Kings III                | 2020 | Tours and Tournaments   | 2023            | Windows, OS X, Linux          |
| Crusader Kings III                | 2020 | Legacy of Persia        | 2023            | Windows, OS X, Linux          |
| Crusader Kings III                | 2020 | Legends of the Dead     | 2024            | Windows, OS X, Linux          |
| Crusader Kings III                | 2020 | Roads to Power          | 2024            | Windows, OS X, Linux          |
| Crusader Kings III                | 2020 | Khans of the Steppe     | 2025            | Windows, OS X, Linux          |
| Crusader Kings III                | 2020 | All Under Heaven        | 2025            | Windows, OS X, Linux          |
| Victoria 3                        | 2022 | Voice of the People     | 2023            | Windows, OS X, Linux          |
| Victoria 3                        | 2022 | Colossus of the South   | 2023            | Windows, OS X, Linux          |
| Victoria 3                        | 2022 | Sphere of Influence     | 2024            | Windows, OS X, Linux          |
| Victoria 3                        | 2022 | Pivot of Empire         | 2024            | Windows, OS X, Linux          |
| Victoria 3                        | 2022 | Charters of Commerce    | 2025            | Windows, OS X, Linux          |
| Victoria 3                        | 2022 | National Awakening      | 2025            | Windows, OS X, Linux          |
| Victoria 3                        | 2022 | Iberian Twilight        | 2025            | Windows, OS X, Linux          |

Samtliga spel definieras som "storstrategispel" (grand strategy på engelska), då man använder en hel nations militära medel och resurser.